# Porträtt av en violinist
Porträtt av en violinist är en målning av den franska målaren Anne Vallayer-Coster från 1773.
Anne Vallayer-Coster var mest känd som målare av stilleben och valdes i den egenskapen 26 år gammal in i Académie Royale de Peinture et de Sculpture. Hon målade också blomstermotiv och
försökte att också måla porträtt för att köpas av hovet. Hon gjorde ett fåtal porträtt, av kung Ludvig XVI:s fastrar och av drottning Marie-Antoinette.

## Målningen
Målningen föreställer en kvinnlig violinist. Anne Vallayer-Costers få porträtt hade ofta personlig koppling till henne, och det har antagits att modellen är en av hennes tre systrar: Madeleine, Elisabeth eller Simone. Violinisten sitter stilla och läser ett nothäfte. Violinen har trasiga strängar, vilket ställer frågor om innebörden av målningen.

## Proveniens
Målningen gick på auktion i Paris Vente i maj 1783. Uppgifter finns därefter om en auktionsförsäljning 1894, där det anges att det är fråga om ett självporträtt. 
Målningen fanns på Galerie Seligmann i Paris från omkring 1948 till 1989, då den ropades in av en anonym köpare från Monaco på Sotheby's i juni 1989.
Den såldes hos Didier Aaron i Paris 1999. Nationalmuseum fick målningen i gåva 2015 av en privat fond.